# Проезд Стратонавтов
Прое́зд Стратона́втов — улица в районе Покровское-Стрешнево СЗАО в Москве; проходит вдоль линии железной дороги Рижского направления МЖД до Волоколамского шоссе.

## Происхождение названия
Переименован в 1964 году в честь стратонавтов Васенко, Федосеенко и Усыскина, погибших в 1934 году при установлении рекорда высотного полёта на стратостате «Осоавиахим-1» (похоронены у Кремлёвской стены). До 1964 года — Железнодорожная улица бывшего города Тушина (с 1960 года в черте Москвы). Выбор названия отчасти мотивирован близостью к Тушинскому аэродрому и Центральному аэроклубу (ЦАК) им. Чкалова.

## Описание
Проезд Стратонавтов начинается в городской застройке напротив грузовой станции Тушино. Проходит на северо-запад параллельно железнодорожным путям (перегон Тушино—Павшино), идущим справа, и Волоколамскому шоссе, проходящему слева; выходит к станции метро «Тушинская» и одноимённой автобусной станции, слева к нему примыкает Тушинская площадь (до июня 2013 года — «Проектируемый проезд № 1756»), соединяющая его с Волоколамским шоссе. Далее слева к нему примыкает Волоколамский проезд бульварного типа, затем проезд поворачивает на юго-запад, пересекает Сходненский тупик и заканчивается во дворе дома, за несколько метров до Волоколамского шоссе. Хотя проезд продолжается за Сходненским тупиком, движение транспорта осуществляется по последнему с выездом на шоссе.

## Здания и сооружения
- Дом 7, корпус 3 — кафе «Ва-Банк»;

→Станция метро «Тушинская»
- Дом 9 — Автобусная станция «Тушинская»; кафе «Боржоми»;
- Дом 9, корпус 2 — торговый дом «Покровское-Стрешнево»;
- Дом 11, корпус 1 — жилой дом 1939 года постройки;
- Дом 15 — школа № 824;